# Settimana Internazionale di Coppi e Bartali
Settimana Internazionale di Coppi e Bartali er et italiensk etapeløb i landevejscykling som arrangeres hvert år i marts. Løbet er blevet arrangeret siden 1984. Løbet er af UCI klassificeret med 2.1 og er en del af UCI Europe Tour.

## Vindere
| År                                          | Vinder               | Toer                 | Treer                |
| ------------------------------------------- | -------------------- | -------------------- | -------------------- |
| Settimana Ciclistica Internazionale         |                      |                      |                      |
| 1984                                        | Moreno Argentin      | Stefan Mutter        | Johan van der Velde  |
| 1985                                        | Laurent Fignon       | Bruno Wojtinek       | Giuseppe Saronni     |
| 1986                                        | Giuseppe Saronni     | Moreno Argentin      | Federico Ghiotto     |
| 1987                                        | Maurizio Rossi       | Daniele Caroli       | Rolf Sørensen        |
| 1988                                        | Adriano Baffi        | Giuseppe Saronni     | Camillo Passera      |
| 1989                                        | Bruno Leali          | Pierino Gavazzi      | Steven Rooks         |
| 1990                                        | Rolf Sørensen        | Steven Rooks         | Claudio Chiappucci   |
| 1991                                        | Phil Anderson        | Giuseppe Petito      | Max Sciandri         |
| 1992                                        | Moreno Argentin      | Alex Zülle           | Phil Anderson        |
| 1993                                        | Michele Bartoli      | Luboš Lom            | Paolo Fornaciari     |
| 1994                                        | Rodolfo Massi        | Michele Coppolillo   | Jevgenij Bersin      |
| 1995 ikke arrangeret                        |                      |                      |                      |
| 1996                                        | Gabriele Colombo     | Adriano Baffi        | Maurizio Fondriest   |
| 1997                                        | Roberto Petito       | Claudio Chiappucci   | Alessandro Bertolini |
| 1998 ikke arrangeret Memorial Cecchi Gori   |                      |                      |                      |
| 1999                                        | Romāns Vainšteins    | Gianmario Ortenzi    | Paolo Bettini        |
| 2000                                        | Paolo Bettini        | Wladimir Belli       | Marco Velo           |
| Settimana Internazionale di Coppi e Bartali |                      |                      |                      |
| 2001                                        | Ruslan Ivanov        | Dario Frigo          | Freddy González      |
| 2002                                        | Francesco Casagrande | Peter Luttenberger   | Cadel Evans          |
| 2003                                        | Mirko Celestino      | Francesco Casagrande | Franco Pellizotti    |
| 2004                                        | Giuliano Figueras    | Mirko Celestino      | Michele Scarponi     |
| 2005                                        | Franco Pellizotti    | Mauro Facci          | Damiano Cunego       |
| 2006                                        | Damiano Cunego       | Vincenzo Nibali      | Mario Aerts          |
| 2007                                        | Michele Scarponi     | Riccardo Riccò       | Luca Pierfelici      |
| 2008                                        | Cadel Evans          | Stefano Garzelli     | Vincenzo Nibali      |
| 2009                                        | Damiano Cunego       | Cadel Evans          | Massimo Giunti       |
| 2010                                        | Ivan Santaromita     | Przemysław Niemiec   | José Serpa           |
| 2011                                        | Emanuele Sella       | Diego Ulissi         | Stefano Pirazzi      |
| 2012                                        | Jan Bárta            | Bartosz Huzarski     | Diego Ulissi         |
| 2013                                        | Diego Ulissi         | Damiano Cunego       | Miguel Ángel Rubiano |
| 2014                                        | Peter Kennaugh       | Dario Cataldo        | Matteo Rabottini     |
| 2015                                        | Louis Meintjes       | Ben Swift            | Matija Kvasina       |
| 2016                                        | Sergej Firsanov      | Mauro Finetto        | Gianni Moscon        |
| 2017                                        | Lilian Calmejane     | Toms Skujiņš         | Egan Bernal          |
| 2018                                        | Diego Rosa           | Bauke Mollema        | Richard Carapaz      |
| 2019                                        | Lucas Hamilton       | Damien Howson        | Nick Schultz         |
| 2020                                        | Jhonatan Narváez     | Andrea Bagioli       | João Almeida         |
| 2021                                        | Jonas Vingegaard     | Mikkel Honoré        | Nick Schultz         |
| 2022                                        | Eddie Dunbar         | Ben Tulett           | Marc Hirschi         |
| 2023                                        | Mauro Schmid         | James Shaw           | Ben Healy            |
| 2024                                        | Koen Bouwman         | Archie Ryan          | Diego Ulissi         |
| 2025                                        |                      |                      |                      |